# Ines (Vorname)
Ines ist ein weiblicher Vorname.

## Herkunft und Bedeutung
Ines ist die deutsche Form des spanischen Frauennamens Inés, der seinerseits dem deutschen Agnes entspricht. Er bedeutet „heilig, geweiht“ (vom griechischen Wort „hagnos“), wird teilweise aber auch mit dem lateinischen „agnus“ („Lamm“) in Verbindung gebracht.
Einen nahezu gleichlautenden Namen gibt es im Arabischen, der mit der oben genannten Form etymologisch nicht verwandt ist und „Vertraulichkeit, Liebenswürdigkeit“ bedeutet.

## Varianten
- englisch: Inez
- französisch: Inès
- portugiesisch: Inês
- spanisch: Inés

## Namenstag
- 21. Januar
- 20. April (Namenspatronin Agnes von Montepulciano)

## Bekannte Namensträgerinnen

### Form Ines
- Ines Adler (* 1963), deutsche Schlager- und Popmusikerin
- Ines Anioli (* 1986), deutsche Hörfunkjournalistin, Podcasterin und Komikerin
- Ines Balcik (* 1960), deutsche Sprach- und Kulturwissenschaftlerin und Arabistin
- Ines Bathen (* 1990), deutsche Volleyballspielerin
- Ines Berwing (* 1984), deutsche Drehbuchautorin und Lyrikerin
- Ines Bibernell (* 1965), deutsche Mittel- und Langstreckenläuferin
- Ines Diers (* 1963), deutsche Schwimmerin
- Ines Eck (* 1956), deutsche Schriftstellerin und Künstlerin
- Ines Eichmüller (* 1980), deutsche Politikerin (Bündnis 90/Die Grünen)
- Ines Estedt (* 1967), deutsche Triathletin
- Ines Geipel (* 1960), deutsche Leichtathletin und Schriftstellerin
- Ines Härtel (* 1972), deutsche Rechtswissenschaftlerin und Richterin des Bundesverfassungsgerichts
- Ines Hock (* 1960), deutsche Malerin, Zeichnerin und Installationskünstlerin
- Ines Hollinger (* 1987), deutsche Schauspielerin
- Ines Holzegger (* 1993), österreichische Politikerin (NEOS)
- Ines Honsel (* 1975), österreichische Schauspielerin und Erzählerin
- Ines Jückstock (* 1972), deutsche Voltigiererin
- Ines Kappert (* 1970), deutsche Literaturwissenschaftlerin, Kulturtheoretikerin und Journalistin
- Ines Katenhusen (* 1966), deutsche Historikerin und Autorin
- Ines Lex (* 1981), deutsche Opern-, Operetten- und Konzertsängerin (lyrischer Sopran)
- Ines Lindner (1953–2022), deutsche Kunsthistorikerin und Autorin
- Ines Lutz (* 1983), deutsche Schauspielerin
- Ines Müller (* 1959), deutsche Leichtathletin
- Ines Nieri (* 1988), deutsche Schauspielerin
- Ines Papert (* 1974), deutsche Sportkletterin
- Ines Paulke (1958–2010), deutsche Popmusikerin
- Ines Pohl (* 1967), deutsche Journalistin, von 2009 bis 2015 Chefredakteurin der taz
- Ines Procter (* 1973), deutsche Mundartdichterin, Komikerin, Moderatorin und Kabarettistin
- Ines Quermann (* 1979), deutsche Schauspielerin
- Ines Rieder (1954–2015), österreichische Politikwissenschaftlerin, Journalistin, Autorin und Übersetzerin
- Ines Schaber (* 1969), deutsche Fotografin, Installationskünstlerin, Architekturtheoretikerin und Autorin
- Ines Schiller (Schauspielerin) (* 1983), österreichische Schauspielerin
- Ines Schiller (Produzentin) (* 1986), deutsche Filmproduzentin und Drehbuchautorin
- Ines Schwerdtner (* 1989), deutsche Politikerin (Die Linke)
- Ines Thorn (* 1964), deutsche Schriftstellerin
- Ines Torelli (1931–2019), Schweizer Sängerin und Schauspielerin
- Ines Veith (* 1955), deutsche Journalistin, Roman- und Drehbuchautorin
- Ines Vukajlović (* 1991), österreichische Politikerin (Grüne)
- Ines Marie Westernströer (* 1986), deutsche Theater- und Filmschauspielerin
- Ines Wetzel (Künstlername; 1872–1938), deutsche Malerin und Grafikerin des Expressionismus

Zweitname
- Eda-Ines Etti, auch Ines (* 1981), estnische Musikerin

### Form Inès
- Inès Boubakri (* 1988), tunesische Florettfechterin
- Inès de Bourgoing (1862–1953), französische Krankenschwester, Präsidentin des Französischen Roten Kreuzes
- Inès de la Fressange (* 1957), französisches Model, Mode- und Parfum-Designerin
- Inès Ibbou (* 1999), algerische Tennisspielerin
- Inès Jaurena (* 1991), französische Fußballspielerin
- Inès Keerl (* 1965), deutsche Drehbuchautorin, Dramaturgin und Schriftstellerin
- Inès Neuhaus (* 1970), österreichische Musikerin und Komponistin
- Inès Taittinger (* 1990), französische Autorennfahrerin

### Form Inés
- Inés Arredondo (1928–1989), mexikanische Schriftstellerin
- Inés Arrimadas (* 1981), spanische Politikerin
- Inés Ayala Sender (1957–2024), spanische Hochschullehrerin und Politikerin
- Inés Burdow (* 1969), deutsche Schauspielerin, Autorin und Regisseurin
- Inés de Castro (* 1968), argentinisch-deutsche Ethnologin und Altamerikanistin
- Inés Efron (* 1985), argentinische Schauspielerin
- Inés Fernández-Ordóñez (* 1961), spanische Philologin
- Inés Garland (* 1960), argentinische Journalistin und Autorin
- Inés Justet (* 1967), uruguayische Leichtathletin
- Inés Lombardi (* 1958), brasilianische Künstlerin (Foto, Installations- und Objektkunst)
- Inés López (* 2003), spanische Leichtathletin
- Eva Inés Obergfell (* 1971), deutsche Juristin und Hochschullehrerin
- Inés Peraza de las Casas (1424–1503), Herrin der zur Krone von Kastilien gehörenden Kanarischen Inseln
- Inés Sastre (* 1973), spanisches Model und Schauspielerin
- Inés Suárez (1507–1580), spanische Konquistadorin
- Inés Ubici (* 1944), uruguayische Diplomatin
- Jorge Inés (* 1945), guatemaltekischer Radrennfahrer

### Form Inês
- Inês Maria de Almeida (* 1963), osttimoresische Unabhängigkeitsaktivistin und Diplomatin
- Inês Carvalho (* 1971), portugiesische Kamerafrau
- Inês de Castro (1320–1355), galicische Adlige
- Inês Henriques (* 1980), portugiesische Leichtathletin
- Inês Lobo (* 1966), portugiesische Architektin
- Inês de Medeiros (* 1968), portugiesische Schauspielerin und Politikerin
- Inês Monteiro (* 1980), portugiesische Langstreckenläuferin
- Inês Pedrosa (* 1962), portugiesische Schriftstellerin, Journalistin und Redakteurin
- Inês Etienne Romeu (1942–2015), brasilianische Widerstandskämpferin in der Zeit der Militärdiktatur
- Inês Cristina Zuber (* 1980), portugiesische Politikerin